# Fuente del Maestre
Fuente del Maestre è un comune spagnolo di 6 861 abitanti situato nella comunità autonoma dell'Estremadura.